# Hurricane (chanson d'Eden Golan)
 (mai 2024).
Si vous disposez d'ouvrages ou d'articles de référence ou si vous connaissez des sites web de qualité traitant du thème abordé ici, merci de compléter l'article en donnant les références utiles à sa vérifiabilité et en les liant à la section « Notes et références ».
 (mai 2024).
La mise en forme du texte ne suit pas les recommandations de Wikipédia : il faut le « wikifier ».
Les points d'amélioration suivants sont les cas les plus fréquents. Le détail des points à revoir est peut-être précisé sur la page de discussion.
- Les titres sont pré-formatés par le logiciel. Ils ne sont ni en capitales, ni en gras.
- Le texte ne doit pas être écrit en capitales (les noms de famille non plus), ni en gras, ni en italique, ni en « petit »…
- Le gras n'est utilisé que pour surligner le titre de l'article dans l'introduction, une seule fois.
- L'italique est rarement utilisé : mots en langue étrangère, titres d'œuvres, noms de bateaux, etc.
- Les citations ne sont pas en italique mais en corps de texte normal. Elles sont entourées par des guillemets français : « et ».
- Les listes à puces sont à éviter, des paragraphes rédigés étant largement préférés. Les tableaux sont à réserver à la présentation de données structurées (résultats, etc.).
- Les appels de note de bas de page (petits chiffres en exposant, introduits par l'outil «  Source ») sont à placer entre la fin de phrase et le point final[comme ça].
- Les liens internes (vers d'autres articles de Wikipédia) sont à choisir avec parcimonie. Créez des liens vers des articles approfondissant le sujet. Les termes génériques sans rapport avec le sujet sont à éviter, ainsi que les répétitions de liens vers un même terme.
- Les liens externes sont à placer uniquement dans une section « Liens externes », à la fin de l'article. Ces liens sont à choisir avec parcimonie suivant les règles définies. Si un lien sert de source à l'article, son insertion dans le texte est à faire par les notes de bas de page.
- La présentation des références doit suivre les conventions bibliographiques. Il est recommandé d'utiliser les modèles {{Ouvrage}}, {{Chapitre}}, {{Article}}, {{Lien web}} et/ou {{Bibliographie}}. Le mode d'édition visuel peut mettre en forme automatiquement les références.
- Insérer une infobox (cadre d'informations à droite) n'est pas obligatoire pour parachever la mise en page.

Pour une aide détaillée, merci de consulter Aide:Wikification.
Si vous pensez que ces points ont été résolus, vous pouvez retirer ce bandeau et améliorer la mise en forme d'un autre article.
Pour les articles homonymes, voir Hurricane.
Chansons représentant Israël au Concours Eurovision de la chanson
Unicorn (en)
(2023)
Clip vidéo
[vidéo] « Hurricane », sur YouTube
Hurricane est une chanson de la chanteuse israélienne Eden Golan. Elle est sélectionnée pour représenter Israël au Concours Eurovision de la chanson 2024. 

## Contexte et composition
« Hurricane » est écrit par Avi Ohayon (he), Keren Peles (en) et Stav Beger (en). Selon Eran Swissa (he) d'Israel Hayom[réf. souhaitée], la chanson raconte l'histoire d'une « jeune femme sortant d'une crise personnelle ». Dans une interview accordée au The Times of Israel[réf. souhaitée], Golan a déclaré que même si elle savait que participer au concours Eurovision de la chanson ne serait « pas simple », elle souhaitait néanmoins représenter Israël « en raison de la signification [de la chanson]… nous pouvons apporter tout ce que nous ressentons et tout ce que le pays traverse pendant ces trois minutes pour parler au monde à travers la chanson ».

## Promotion
Parallèlement à la sortie de la chanson, un clip vidéo d'accompagnement est sorti le même jour. Brown du The Jerusalem Post[réf. souhaitée] a déclaré qu'elle pensait que le clip, qui mettait en vedette des danseurs dans un champ, « faisait clairement référence » au Massacre du festival de musique de Réïm. Dans une autre analyse tirée d'un reportage de Ynet[réf. souhaitée] par Shira Danino, les vêtements ont été interprétés par Danino comme affichant des messages cachés relatifs à l'attaque du 7 octobre 2023. Les vêtements de Golan, qui étaient troués, ressemblaient à un coup de feu ; une cravate portée dans un autre costume représenterait un ruban jaune, symbole d'appel à la libération des captifs détenus par le Hamas. De plus, les danseurs, qui portaient des vêtements blancs au début de la vidéo, puis des vêtements noirs à la fin, symbolisaient respectivement « les célébrations blanches sur les pelouses des kibboutz » et le deuil.